# Oxydesmus occidentalis
Oxydesmus occidentalis är en mångfotingart. Oxydesmus occidentalis ingår i släktet Oxydesmus och familjen Oxydesmidae. Utöver nominatformen finns också underarten O. o. tuberosus.